# Parabellum
Parabellum és un grup basc de música punk rock originari de Barakaldo.

## Història
Parabellum es va formar el 1985 a Barakaldo. En la seva època de més activitat va estar compost per Juan Carlos Lera, Josu Korkostegi, Lino Prieto i Txetxu Martínez.
Durant la seva segona gira per Suïssa, Parabellum va gravar Bronka en el bar (GOR Discos, 1991). Després de la publicació d'aquest disc, el treball del grup va començar a ser reconegut i van arribar a fer més de 50 concerts a l'any en el que és considerada l'època daurada de la banda. El 1992 van gravar el videoclip de la cançó «Envenenado» de la mà de Manolo Gil i que serà emès íntegrament a La 2 de TVE com a obertura del magazín cultural Metrópolis.
El 15 de setembre del 2014 va morí el guitarrista Juan Carlos Lera als 48 anys, víctima d'un infart. El 23 de maig de 2015, Parabellum va oferir un concert homenatge a Juan Carlos Lera al Kafe Antzokia de Bilbao. La banda va repassar els temes més coneguts i en cada cançó va participar, en substitució de Lera, un o més músics afins de manera desinteressada com Alberto de Boikot, Alfredo de Barricada, Francis de Doctor Deseo, Jimmy de M.C.D., Josu de Distorsión, Mamen de Vulpes, Norton d'EH Sukarra, Iñaki Antón «Uoho» de Platero i Tu i Extremoduro i Xabi d'Urtz, entre d'altres.

## Discografia
Àlbums d'estudi
- No hay opción (1987)[5]
- Bronka en el bar (1991)
- Hace falta...? (1993)
- Txarriboda (1994)
- Adelante sin cabeza (1998)
- El grito del hambre (2022)[6]

Àlbums en directe
- Un día cualquiera (2000)
- La locura continúa (2019)[7]

Àlbums recopilatoris
- Envenenado (2002)
- Tributo a Parabellum (2006)